# Tienosuchus
Tienosuchus — сумнівний вимерлий одновидовий рід гавіалоїдних крокодилів. Він відомий за одним зубом і деякими посткраніальними залишками, зібраними з еоценових відкладень у Хунані, Китай. Він тісно пов'язаний з родом Thoracosaurus і традиційно входить до підродини Thoracosaurinae. Зараз ця підродина вважається парафілетичною сукупністю базальних гавіалоїдів, а отже, не є справжньою кладою. Оскільки фрагментарні останки мають невелику діагностичну цінність, цей рід зараз вважається nomen dubium.